# Osyka
Osyka est une ville américaine située dans le comté de Pike, dans le Mississippi. Selon le recensement de 2020, sa population est de 381 habitants.